# کوه مائو سن
کوه مائو سن (به لاتین: Mount Mẫu Sơn) یک کوه در ویتنام است که در ویتنام واقع شده‌است. کوه مائو سن ۱٬۶۰۰ متر بالاتر از سطح دریا واقع شده‌است.